# Hardenbergia
Hardenbergia Benth. – rodzaj roślin należący do rodziny bobowatych. Obejmuje trzy gatunki występujące w Australii (H. comptoniana został introdukowany także do Indii). W naturze rosną w lasach i zaroślach na siedliskach mokrych i suchych (także w suchoroślach), na terenach skalistych i na wybrzeżu.
Rośliny z tego rodzaju, a szczególnie Hardenbergia violacea uprawiane są jako ozdobne, zwykle w formie zielonych ścian lub jako okrywowe. Cenione są za efektowny wygląd, małe wymagania i łatwość uprawy, tolerancję suszy i niewielkich mrozów. Poza tym z liści tych roślin sporządzany jest napój.
Rodzaj nazwany został na cześć hrabiny Franziski von Hardenberg, której brat baron Karl von Hügel (1794–1870) był kolekcjonerem roślin w zachodniej Australii.

## Morfologia

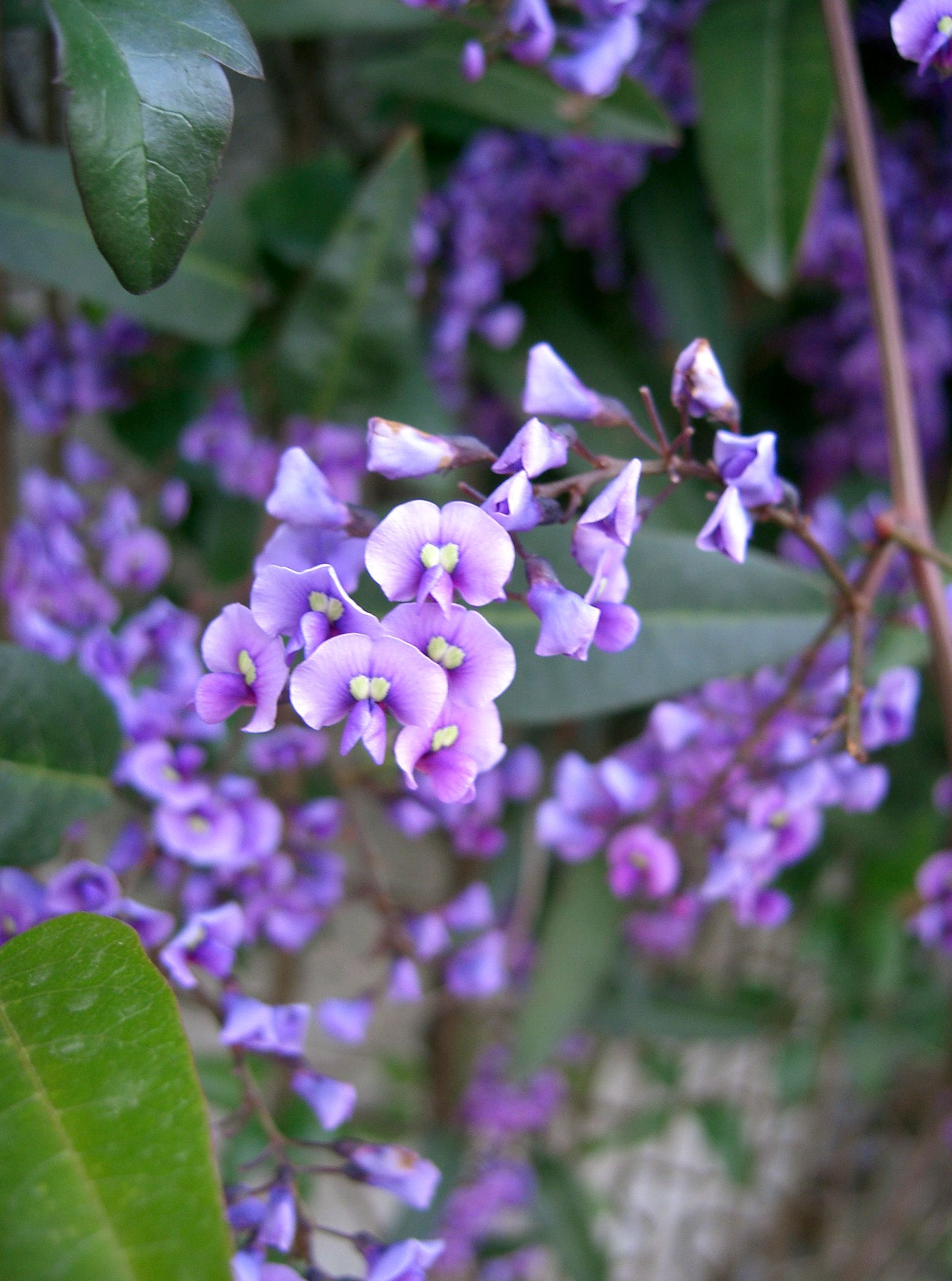
Hardenbergia violacea

PokrójDrewniejące pnącza osiągające ponad 3 m wysokości, a także niewysokie półkrzewy.
LiścieSkrętoległe, zimozielone. Blaszka skórzasta, składająca się z pięciu, trzech lub jednego listka.
KwiatyMotylkowe, zebrane w silnie wydłużone grona wyrastające w kątach liści. Kielich dzwonkowaty, z 5 nierównymi ząbkami. Korona fioletowoniebieska, rzadko różowa lub biała, z żółtą plamką u nasady żagielka. Pręcików 10, z których wszystkie lub 9 ma nitki zrośnięte, a jeden, najwyższy jest częściowo wolny. Słupek pojedynczy, z jednego owocolistka, z górną zalążnią zawierającą kilka zalążków.
OwoceStrąki wydłużone, walcowate lub spłaszczone, skórzaste.

## Systematyka
Pozycja systematyczna
Jeden z rodzajów podplemienia Kennediinae plemienia Phaseoleae z podrodziny bobowatych właściwych (Faboideae) z rodziny bobowatych (Fabaceae). Blisko spokrewniony z rodzajem Kennedia.
Wykaz gatunków
- Hardenbergia comptoniana (Andrews) Benth.
- Hardenbergia perbrevidens R.J.F.Hend.
- Hardenbergia violacea (Schneev.) Stearn